# Reuben Uy
Reuben Uy (chinesisch 黃世源 / 黄世源) ist ein philippinischer Schauspieler und Synchronsprecher.

## Leben
Uy ist der Sohn eines Chinesen und einer chinesisch-philippinischen Mutter. Von 2001 bis 2005 studierte er an der Ateneo de Manila University, die er mit dem Bachelor of Science abschloss. Er spricht fließend Englisch und Tagalog. Danach wirkte er in mehreren Theaterproduktionen auf den Philippinen mit. Er zog in die USA und wirkte in der Rolle des Tj im Film Zoombies – Der Tag der Tiere ist da! und im dazugehörigen Computerspiel Escape from the Zoombies mit. Nach Mitwirkungen in verschiedenen Kurzfilmen, war er von 2017 bis 2021 in der Fernsehserie Bosch in der Rolle des Officer John Enochty zu sehen. Als Synchronsprecher war er unter anderen als Goon in Everest – Ein Yeti will hoch hinaus und in der englischsprachigen Filmfassung von Der Wald der Liebe zu hören. 2020 lieh er in der südkoreanischen Fernsehserie Sweet Home der Rolle des Byeong-Il für die englischsprachige Version die Stimme.

## Filmografie (Auswahl)

### Schauspiel
- 2013: Metro Manila
- 2013: Hello, World
- 2013: Ang misis ni meyor
- 2014: Sentient (Kurzfilm)
- 2014–2015: Pun Plip Pridays on Kababayan Today (Fernsehserie, 6 Episoden)
- 2016: Sing About It (Kurzfilm)
- 2016: Zoombies – Der Tag der Tiere ist da! (Zoombies)
- 2016: Escape from the Zoombies (Computerspiel)
- 2016: Right of Way (Kurzfilm)
- 2017: Anito (Kurzfilm)
- 2017–2021: Bosch (Fernsehserie, 4 Episoden)
- 2018: Instance (Kurzfilm)
- 2018: Public Disturbance
- 2019: The Web Opera (Miniserie, 2 Episoden)
- 2021: ShoPowSho (Fernsehserie)
- 2022: Self Storage (Kurzfilm)

### Synchronisationen
- 2019: Everest – Ein Yeti will hoch hinaus (Abominable, Animationsfilm)
- 2019: Der Wald der Liebe (Ai-naki mori de sakebe/愛なき森で叫べ)
- 2020: Sweet Home (스위트홈, Fernsehserie, 10 Episoden)
- 2021: Trese: Hüterin der Stadt (Trese, Fernsehserie, 2 Episoden)

## Theater (Auswahl)
- 2008: Altar Boyz, Regie: Chari Arespacochaga
- 2008: Disney’s Mulan, Regie: Joy Virata
- 2009: The Three Penny Opera, Regie: Anton Juan
- 2009: A Streetcar Named Desire, Regie: Floy Quintos
- 2009: Mary Stuart, Regie: Tony Mabesa
- 2010: Undaunted, Regie: George De Jesus III
- 2010: Orosman at Zafira, Regie: Dexter Santos
- 2010: Rodgers and Hammerstein’s A Grand Night for Singing, Regie: Ana Abad Santos
- 2010: Isang Panaginip na Fili, Regie: Floy Quintos
- 2011: Metro Manila, Regie: Sean Ellis
- 2011: Breakups and Breakdowns, Regie: Joel Trinidad
- 2011: Shakespeare in Hollywood, Regie: Jaime Del Mundo
- 2011: Rizal X, Regie: Dexter Santos
- 2011: Much Ado About Nothing, Regie: Joel Trinidad
- 2011: Hedda Gabler, Regie: Bart Guingona
- 2012: Jekyll and Hyde The Musical, Regie: Jaime Del Mundo
- 2012: Le Malade Imaginaire, Regie: George De Jesus III
- 2013: Piaf, Regie: Bobby Garcia